# Janusz Albrecht

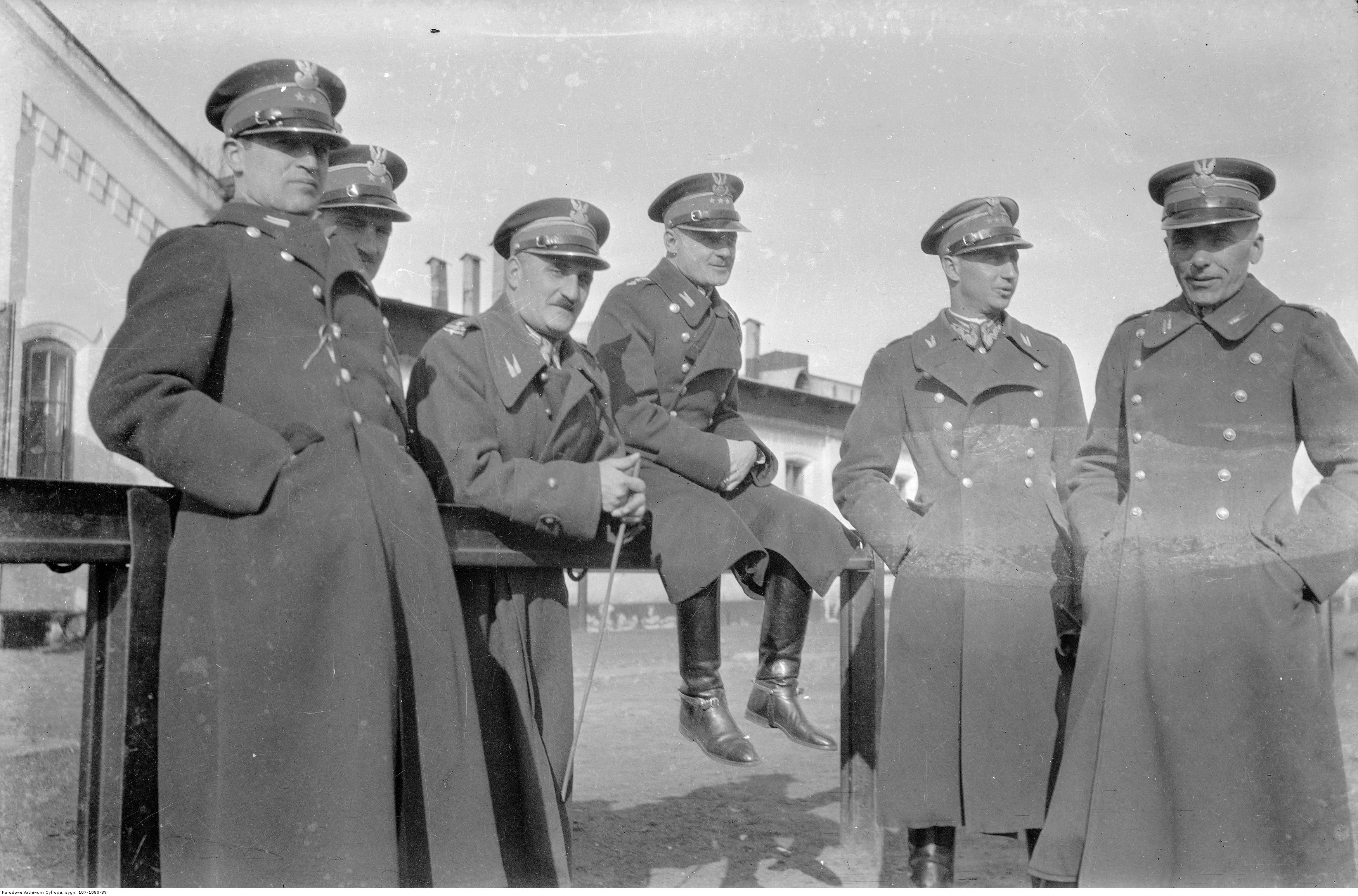
Pierwszy z prawej mjr Janusz Albrecht

Janusz Albrecht, ps. Wojciech, Ksawery, Ozimiński, Marian Jankowski (ur. 14 lutego 1892 w Kaliskach, zm. 6 września 1941 w Warszawie) – polski pułkownik dyplomowany kawalerii Wojska Polskiego, zastępca Komendanta Głównego Związku Walki Zbrojnej do lipca 1941 roku, szef Sztabu Komendy Głównej ZWZ od czerwca 1940 roku do lipca 1941 roku, Szef Wydziału Kół Pułkowych Komendy Naczelnej Związku Legionistów Polskich od 1936 roku.

## Życiorys
Janusz Albrecht urodził się 14 lutego 1892 roku w Kaliskach, w powiecie włocławskim. Ukończył konserwatorium muzyczne w Petersburgu.
W czasie I wojny światowej walczył w szeregach 1 pułku ułanów Legionów Polskich. Od 5 lutego do 31 marca 1917 roku był słuchaczem kawaleryjskiego kursu oficerskiego przy 1 pułku w Ostrołęce. Kurs ukończył z wynikiem dobrym. Posiadał wówczas stopień wachmistrza. Latem tego roku, po kryzysie przysięgowym, został skierowany do obozu internowania w Szczypiornie. Po ucieczce z transportu do obozu został działaczem Polskiej Organizacji Wojskowej.
W II Rzeczypospolitej był oficerem zawodowym. Od 1919 służył początkowo w 11 pułku ułanów, a następnie w sekcji jazdy Ministerstwa Spraw Wojskowych. W latach 1920–1921 był adiutantem w 1 pułku szwoleżerów. Ukończył w 1924 Wyższą Szkołę Wojenną w Warszawie. Z dniem 1 października 1924 roku, po ukończeniu kursu i otrzymaniu dyplomu naukowego oficera Sztabu Generalnego, został przydzielony do Centralnej Szkoły Kawalerii w Grudziądzu na stanowisko wykładowcy. W październiku 1927 roku został szefem Wydziału Wyszkolenia Departamentu Kawalerii Ministerstwa Spraw Wojskowych w Warszawie. W listopadzie 1928 roku został przeniesiony do 1 pułku szwoleżerów na stanowisko dowódcy szwadronu. 29 stycznia 1930 roku ogłoszono jego przeniesienie do Oddziału III Sztabu Głównego w Warszawie. 9 grudnia 1932 roku został przeniesiony do składu osobowego inspektora armii, generała dywizji Edwarda Śmigłego-Rydza z siedzibą w Wilnie. Z dniem 1 czerwca 1935 roku został przesunięty na stanowisko oficera do zleceń Generalnego Inspektora Sił Zbrojnych, generała Śmigły-Rydza.
Od 1937 dowódca 1 pułku szwoleżerów Józefa Piłsudskiego wchodzącym w skład Mazowieckiej Brygady Kawalerii, którym dowodził w kampanii wrześniowej. Po dostaniu się do niewoli zbiegł z obozu w Jarosławiu.
Szef Oddziału III i szef Wydziału III/C Planowania Dowództwa Głównego Służby Zwycięstwa Polski od października 1939. Był szefem Sztabu Komendy Okupacji Niemieckiej ZWZ od stycznia 1940, a Komendy Głównej Związku Walki Zbrojnej od czerwca 1940. Od jesieni 1940 zastępca Komendanta Głównego ZWZ.
Został aresztowany przez kieleckie Gestapo 7 lipca 1941 w Warszawie, prawdopodobnie na skutek denuncjacji rotmistrza Przemysława Deżakowskiego, agenta niemieckiej Służby Bezpieczeństwa (według Michaela Foedrowitza Janusza Albrechta wydał w ręce Gestapo rotmistrz Janusz Poziomski). Torturowany przez kilka dni, załamał się i złożył obszerne zeznania dotyczące struktur i zadań oddziałów Komendy Głównej ZWZ, oraz informacje o dowódcach ZWZ.
27 sierpnia został zwolniony z więzienia z misją przekazania Stefanowi Roweckiemu propozycji cichego porozumienia ZWZ z Niemcami polegającego na zaprzestaniu eksterminacji polskiej ludności cywilnej i walki z polskim podziemiem niepodległościowym przez Niemców w zamian za wstrzymanie akcji sabotażowych i wszelkiej innej aktywności wymierzonej w Niemców przez ZWZ. Porozumienie zawarto pod warunkiem dobrowolnego powrotu Janusza Albrechta do Kielc (potwierdzonym oficerskim słowem honoru). Dowództwo Związku Walki Zbrojnej odrzuciło ofertę Niemców. Januszowi Albrechtowi polskie podziemie złożyło propozycję ucieczki na prowincję, jednak odmówił on ze względu na dane Niemcom oficerskie słowo honoru.
6 września 1941 Janusz Albrecht został zmuszony do popełnienia samobójstwa przez członków polskiego podziemia. Janusz Albrecht udał się na umówione spotkanie ze Stefanem Grotem Roweckim w celu omówienia propozycji Niemców. Po przybyciu na miejsce spotkania w mieszkaniu zamiast Stefana Roweckiego znajdowało się kilku uzbrojonych członków polskiego podziemia, którzy przekazali Albrechtowi list od Stefana Roweckiego o treści: Kochany Januszu! Poszedłeś za daleko. Myślę, że znajdziesz właściwe rozwiązanie. Ściskam cię. Stefan. Janusz Albrecht po napisaniu listu pożegnalnego do żony i dzieci popełnił samobójstwo, zażywając cyjanek podany przez członków polskiego podziemia. Pochowany na Cmentarzu Czerniakowskim w Warszawie (sektor I-15-20).
W działalności konspiracyjnej w okresie II wojny światowej była zaangażowana również jego rodzina:
- żona Maria, z domu Pawłowska (1895–1982), ps. „Maria” i „Ciocia Maryla”, była żołnierzem batalionu AK „Wigry”, organizatorką pomocy dla więźniarek obozu na Majdanku, wiceprezesem Polskiego Białego Krzyża; została odznaczona Złotym Krzyżem Zasługi z Mieczami,
- córka Wanda, po mężu Kowalska (1924–1983), ps. „Wanda”, walczyła jako żołnierz Szarych Szeregów i ZWZ-AK, była więziona na Majdanku, w Oświęcimiu i Ravensbrück,
- syn Janusz Kazimierz (1926–1944), ps. „Janosik”, był żołnierzem pułku AK „Baszta”, więźniem Pawiaka (marzec–maj 1940), poległ w powstaniu warszawskim.

Był encyklopedystą. Został wymieniony w gronie edytorów ośmiotomowej Encyklopedii wojskowej wydanej w latach 1931–1939, gdzie zredagował hasła związane z taktyką kawaleryjską. Wchodził w skład komitetu redakcyjnego tej encyklopedii .

## Ordery i odznaczenia
- Krzyż Złoty Orderu Wojennego Virtuti Militari (pośmiertnie, 1942)
- Krzyż Srebrny Orderu Wojskowego Virtuti Militari nr 5410 (17 maja 1922)[14][15]
- Krzyż Niepodległości (20 stycznia 1931)[16]
- Krzyż Kawalerski Orderu Odrodzenia Polski (30 kwietnia 1927)[17]
- Krzyż Walecznych (dwukrotnie)
- Złoty Krzyż Zasługi (18 marca 1933)[18]
- Odznaka „Za wierną służbę”
- Odznaka Sztabu Generalnego Wojska Polskiego
- Odznaka Pamiątkowa Generalnego Inspektora Sił Zbrojnych (12 maja 1936)